# (1988) Делорес
(1988) Делорес (англ. Delores) — типичный астероид главного пояса. Он был открыт 28 сентября 1952 года в рамках работы Астероидной программы Индианы обсерваторией Бруклина и назван в честь Delores Owings, одной из сотрудниц Индианского университета в Блумингтоне.

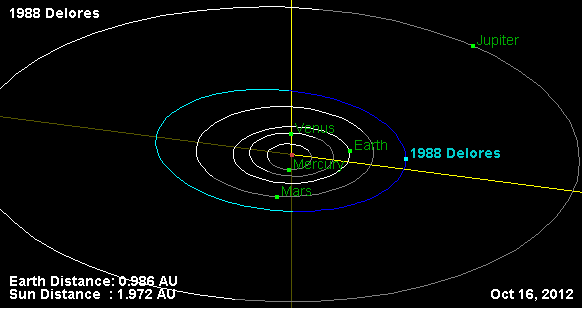
Орбита астероида Делорес и его положение в Солнечной системе